# AFC Champions League 2002/03
Die AFC Champions League 2002/03 war die erste Spielzeit des wichtigsten asiatischen Wettbewerbs für Vereinsmannschaften im Fußball unter dieser Bezeichnung und die 22. insgesamt. Sie entstand nach dem Vorbild der europäischen UEFA Champions League durch die Zusammenlegung der Asian Club Championship (1985–2002) und des Asienpokals der Pokalsieger (1990–2002). Am Wettbewerb nahmen 16 Klubs aus 11 Landesverbänden teil.
Die Saison begann mit der ersten Qualifikationsrunde am 13. August 2002 und wurde mit dem Rückspiel des Finales am 11. Oktober 2003 im Rajamangala-Nationalstadion in Bangkok, der Hauptstadt von Thailand, beendet. Al Ain Club gewann den Wettbewerb durch ein 2:0 im Hinspiel und ein 0:1 im Rückspiel gegen BEC-Tero Sasana.

## Modus
In der Saison 2002/2003 wurde die erste Ausgabe der Champions League in folgendem Modus ausgespielt: Nach einer dreistufigen Qualifikation spielten 16 Mannschaften in vier Viererturnieren (die jeweils an einem Ort stattfanden) vier Gruppensieger aus – zwei für West- und zwei für Ostasien. Diese trafen dann im Halbfinale in Hin- und Rückspiel aufeinander.

## Gruppenphase

### Gruppe A
Alle Spiele fanden Bangkok, Thailand, statt.
| Pl. | Verein           | Sp. | S | U | N | Tore    | Diff. | Punkte |
| --- | ---------------- | --- | - | - | - | ------- | ----- | ------ |
| 1.  | BEC-Tero Sasana  | 3   | 2 | 1 | 0 | 006:300 | +3    | 05:10  |
| 2.  | Daejeon Citizen  | 3   | 2 | 0 | 1 | 003:300 | ±0    | 04:20  |
| 3.  | Shanghai Shenhua | 3   | 1 | 0 | 2 | 006:700 | −1    | 02:40  |
| 4.  | Kashima Antlers  | 3   | 0 | 1 | 2 | 005:700 | −2    | 01:50  |

| 10. März 2003    |     |                  |
| Shanghai Shenhua | 1:2 | Daejeon Citizen  |
| Kashima Antlers  | 2:2 | BEC-Tero Sesana  |
| 12. März 2003    |     |                  |
| Kashima Antlers  | 3:4 | Shanghai Shenhua |
| Daejeon Citizen  | 0:2 | BEC-Tero Sesana  |
| 14. März 2003    |     |                  |
| BEC-Tero Sesana  | 2:1 | Shanghai Shenhua |
| Daejeon Citizen  | 1:0 | Kashima Antlers  |

### Gruppe B
Alle Spiele fanden in Dalian, Volksrepublik China, statt.
| Pl. | Verein              | Sp. | S | U | N | Tore    | Diff. | Punkte |
| --- | ------------------- | --- | - | - | - | ------- | ----- | ------ |
| 1.  | Dalian Shide        | 3   | 2 | 1 | 0 | 010:200 | +8    | 05:10  |
| 2.  | Seongnam FC         | 3   | 2 | 0 | 1 | 009:400 | +5    | 04:20  |
| 3.  | Shimizu S-Pulse     | 3   | 1 | 1 | 1 | 008:200 | +6    | 03:30  |
| 4.  | FC Osotspa-Saraburi | 3   | 0 | 0 | 3 | 001:200 | −19   | 0:60   |

| 9. März 2003          |     |                       |
| Seongnam Ilhwa Chunma | 6:0 | FC Osotspa M-150      |
| Shimizu S-Pulse       | 0:0 | Dalian Shide          |
| 12. März 2003         |     |                       |
| Shimizu S-Pulse       | 1:2 | Seongnam Ilhwa Chunma |
| FC Osotspa M-150      | 1:7 | Dalian Shide          |
| 15. März 2003         |     |                       |
| Dalian Shide          | 3:1 | Seongnam Ilhwa Chunma |
| Shimizu S-Pulse       | 7:0 | FC Osotspa M-150      |

### Gruppe C
Alle Spiele fanden in al-Ain, Vereinigte Arabische Emirate, statt.
| Pl. | Verein              | Sp. | S | U | N | Tore    | Diff. | Punkte |
| --- | ------------------- | --- | - | - | - | ------- | ----- | ------ |
| 1.  | Al Ain Club         | 3   | 3 | 0 | 0 | 006:100 | +5    | 06:0   |
| 2.  | al-Sadd Sports Club | 3   | 1 | 0 | 2 | 004:500 | −1    | 02:40  |
| 3.  | Esteghlal FC        | 3   | 1 | 0 | 2 | 005:700 | −2    | 02:40  |
| 4.  | Al Hilal            | 3   | 1 | 0 | 2 | 004:600 | −2    | 02:40  |

| 9. März 2003        |     |                     |
| al-Sadd Sports Club | 1:2 | Esteghlal FC        |
| Al Ain Club         | 1:0 | Al Hilal            |
| 12. März 2003       |     |                     |
| Al Ain Club         | 2:0 | al-Sadd Sports Club |
| Esteghlal FC        | 2:3 | Al Hilal            |
| 15. März 2003       |     |                     |
| Al Hilal            | 1:3 | al-Sadd Sports Club |
| Esteghlal FC        | 1:3 | Al Ain Club         |

### Gruppe D
Alle Spiele fanden in Taschkent, Usbekistan, statt.
| Pl. | Verein             | Sp. | S | U | N | Tore    | Diff. | Punkte |
| --- | ------------------ | --- | - | - | - | ------- | ----- | ------ |
| 1.  | Paxtakor Taschkent | 3   | 3 | 0 | 0 | 007:000 | +7    | 06:0   |
| 2.  | Persepolis FC      | 3   | 2 | 0 | 1 | 005:200 | +3    | 04:20  |
| 3.  | al-Talaba SC       | 3   | 1 | 0 | 2 | 003:400 | −1    | 02:40  |
| 4.  | Nisa Aşgabat       | 3   | 0 | 0 | 3 | 001:100 | −9    | 0:60   |

| 9. März 2003       |     |                    |
| Nisa Aşgabat       | 0:3 | Paxtakor Taschkent |
| Persepolis FC      | 1:0 | al-Talaba SC       |
| 11. März 2003      |     |                    |
| al-Talaba SC       | 3:0 | Nisa Aşgabat       |
| Paxtakor Taschkent | 1:0 | Persepolis FC      |
| 13. März 2003      |     |                    |
| Persepolis FC      | 4:1 | Nisa Aşgabat       |
| Paxtakor Taschkent | 3:0 | al-Talaba SC       |

## Halbfinale
Die Halbfinalspiele fanden am 9. und 22. April statt.
|                 | Gesamt |                    | Hinspiel | Rückspiel |
| --------------- | ------ | ------------------ | -------- | --------- |
| Al Ain Club     | 7:6    | Dalian Shide       | 4:2      | 3:4       |
| BEC-Tero Sasana | 3:2    | Paxtakor Taschkent | 3:1      | 0:1       |

## Finale
Die beiden Finalspiele fanden am 3. und 11. Oktober in al-Ain (Vereinigte Arabische Emirate) und Bangkok (Thailand) statt.
|             | Gesamt |                 | Hinspiel | Rückspiel |
| ----------- | ------ | --------------- | -------- | --------- |
| Al Ain Club | 2:1    | BEC-Tero Sasana | 2:0      | 0:1       |